# مينورو واتا
مينورو واتا (باليابانية: 畑 実) (مواليد 30 مارس 1989)، هو لاعب كرة قدم ياباني سابق كان يلعب كحارس مرمى.

## وصلات خارجية
- مينورو واتا على موقع رابطة كرة القدم اليابانية للمحترفين (اليابانية)
- مينورو واتا على موقع قاعدة بيانات كرة القدم.إي يو (الإنجليزية)
- مينورو واتا على موقع Soccerway.com (الإنجليزية)
- مينورو واتا على موقع عالم كرة القدم.نت (الإنجليزية)